# Gordon Cummins
Pour les articles homonymes, voir Cummins (homonymie).
Gordon Frederick Cummins (York, 1914-Wandsworth, 25 juin 1942) est un tueur en série resté célèbre sous le surnom de « Blackout Ripper » (l’éventreur du couvre-feu). Cummins a tué au moins quatre femmes à Londres en 1942 et sans doute plusieurs autres en 1941, estime Scotland Yard. 
Le surnom « Ripper » vient de la similitude de certains de ses crimes, en particulier celui de Doris Jouannet, avec les meurtres de Jack the Ripper, en 1888.

## Biographie
Gordon Cummins est né à York en 1914. Soldat dans la Royal Air Force sans toutefois avoir jamais piloté un avion, il y avait été ironiquement surnommé « M. le comte » par ses camarades, à cause de ses prétendues racines aristocratiques qui sont sans doute une légende.
Il était affecté à Londres à la caserne de Regents Park. En quelques jours, en février 1942, il a profité de la nuit et des conditions particulières de Londres lors du couvre-feu (éclairage extrêmement réduit ; circulation contrôlée…) pour assassiner quatre femmes et tenter d'en assassiner deux autres. Plusieurs de ses victimes ont, en outre, été sévèrement mutilées et violées.

### Victimes
- Evelyn Hamilton

Evelyn Hamilton a été assassinée dans Montagu Place, quartier de Marylebone le dimanche 9 février 1942. Pharmacienne de 40 ans, miss Hamilton a été retrouvée étranglée dans un abri anti-aérien.
- Evelyn Oatley

Evelyn Oakley, une artiste de music-hall (également connue sous le pseudonyme de Nita Ward) a été retrouvée morte lundi 10 février, dans Wardour Street, quartier de Soho. Miss Oatley avait été égorgée et mutilée sexuellement avec un ouvre-boîte.
- Margaret Lowe

Margaret Florence Lowe a été assassinée dans son appartement de Gosfield Street, quartier de Marylebone, le mardi 11 février. Elle avait été étranglée à l’aide d’un de ses bas, puis mutilée.
- Doris Jouannet

Doris Jouannet a été assassinée dans son appartement d’Hyde Park, le mercredi 12 février 1942. Étranglée, puis mutilée sexuellement.
- Greta Hayward

Le vendredi 14 février 1942, Greta Hayward a été agressée sous un porche près de Piccadilly Circus. Ayant réussi à s’échapper, elle décrira son agresseur comme un homme en uniforme de la RAF.

### Arrestation
Gordon Cummins lors de sa tentative contre Greta Hayward avait perdu son masque à gaz réglementaire et son étui, qui portaient son numéro de matricule. La police de Londres mettra moins de 24 heures à l’identifier et à l’arrêter. Plusieurs objets appartenant à ses victimes ont été retrouvées dans ses propres affaires. Par ailleurs, ses empreintes digitales ont été trouvées sur plusieurs scènes de crime ainsi que sur l'ouvre-boîte qui avait été utilisé pour mutiler Evelyn Oatley.
Cummins a comparu devant le tribunal d'Old Bailey le 24 avril 1942. Face à la force des preuves présentées, il a été condamné à mort par pendaison, et il a été exécuté par Albert Pierrepoint le 25 juin 1942 à la prison de Wandsworth. Ironie de l’histoire, son exécution a eu lieu au cours d'un raid aérien.

### Fiction
Gordon Cummins est l'un des personnages du roman Blackout Baby du romancier français Michel Moatti, publié en 2014 par HC Éditions (Paris). Le roman reprend les grands moments historiques de l'affaire criminelle liée à l'éventreur du black-out .
L'affaire du black-out Ripper  est également le thème d'une nouvelle de Simon Read publiée sous le titre In the Dark (Berkley Books, New-York).